# Pszczela Wola
Pszczela Wola – osada w Polsce położona w województwie lubelskim, w powiecie lubelskim, w gminie Strzyżewice.
W latach 1975–1998 miejscowość administracyjnie należała do ówczesnego województwa lubelskiego.
Osada nie ma statusu sołectwa. Według Narodowego Spisu Powszechnego z roku 2011 liczyła 196 mieszkańców.
Poprzednia nazwa majątku to „Żabia Wola”. Nazwa została zmieniona zarządzeniem Ministra Administracji Publicznej z dnia 12 lipca 1946 roku M.P. z 1946 r. nr 70, poz. 133
W Pszczelej Woli znajduje się jedyne w Polsce Technikum Pszczelarskie, założone w 1944 roku.
Jest również siedzibą Stowarzyszenia Dyrektorów Szkół Rolniczych. Od 1984 r. istnieje tu Zespół Pieśni i Tańca „Apis”.
Dwór wybudował w 1852 r. generał wojska Królestwa Polskiego Franciszek Rohland. Ostatnia właścicielka – Helena Rohlandowa – opuściła go w lipcu 1944.
Teren dawnych zabudowań majątku Rohlandów od 1946 r. jest w użytkowaniu Zespołu Szkół Rolniczych Centrum Kształcenia Praktycznego. Szkoła od 1992 r. nosi imię Zofii i Tadeusza Wawrynów, założycieli tej placówki.
W miejscowości istnieje także stary kurhan, wznoszący się nad pradoliną Bystrzycy. Pochodzi z połowy XVII wieku, mieści w sobie co najmniej setki ludzkich szkieletów – ofiar bitwy lub epidemii.
Inne zabytkowe budowle w Pszczelej Woli są dobrze utrzymane: oficyna dworska mieści w jednej części sklep spożywczy, stajnia cugowa zamieniona została na stolarnię, dworska lodownia jest w miarę potrzeby konserwowana. Stara aleja lipowa nosząca nazwę „Alei Rohlandów” jest pomnikiem przyrody.

## Ludzie związani z osadą
- Antoni Demianowicz
- Leon Karłowicz